# Hrdly
Hrdly jsou vesnice v okrese Litoměřice v Ústeckém kraji, jedna ze dvou místních částí města Bohušovice nad Ohří. Ves se rozkládá v rovinaté krajině v nadmořské výšce okolo 160 metrů po pravé straně řeky Ohře, zhruba dva kilometry jihovýchodně od Bohušovic a šest kilometrů jihovýchodně od Litoměřic.

## Název
Název vesnice je odvozen z příjmení Hrdlo ve významu ves Hrdlovy rodiny. V historických pramenech se objevuje ve tvarech: Heridel (993), Hrdel (1335), Hrdle (1380, 1395), Hrdly (1406), Hrdelské zbožie (1478), ve vsi Hrdlech (1552), Hrdly (1654 a 1845).

## Historie

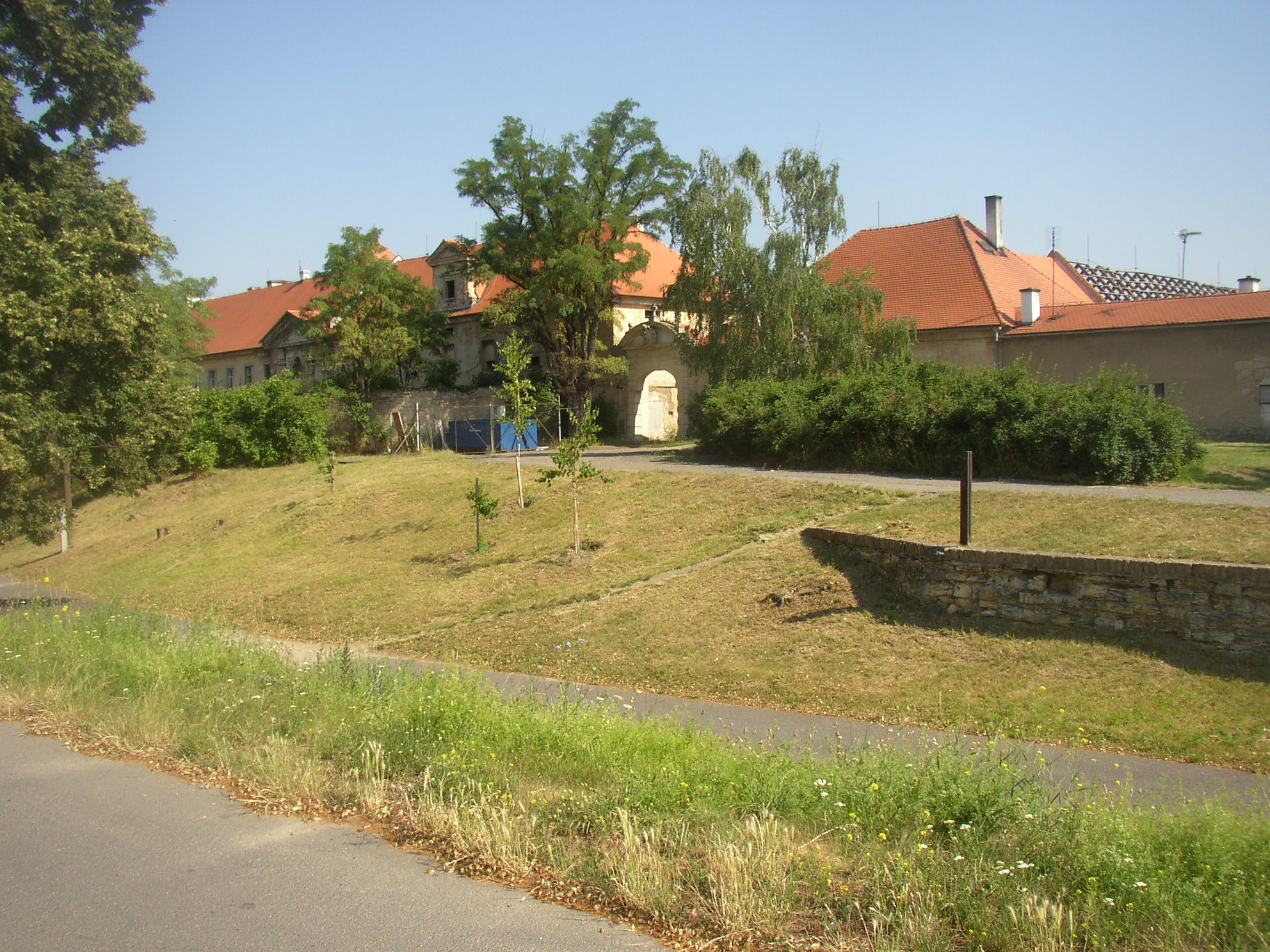
Část zámeckého areálu od jihu

Krajina v okolí vesnice je osídlena od pravěku. Nejstarší osídlení přísluší eneolitické kultuře se zvoncovitými poháry. Podle nálezů uložených ve sbírce Strahovské knihovny získaných při stavbě železniční trati Praha–Děčín zde v době bronzové žili příslušníci únětické, knovízské a středodunajské mohylové. Pozdější osídlení ve starší době železné náleží bylanské kultuře a pokračovalo i na přelomu doby halštatské a laténské a v době římské. Z jejího staršího období pochází žárový hrob objevený při stavbě železniční vlečky do Doksan. V roce 2013 bylo při záchranném archeologické výzkumu během stavby haly společnosti EMCO odkryto a částečně prozkoumáno sídliště únětické kultury.
První písemná zmínka o vesnici pochází z roku 993 a nachází se ve výčtu vsí, kterými kníže Boleslav II. obdaroval právě zakládaný Břevnovský klášter. Jde však o mladší falzum, a další zprávy pak jsou až ze čtrnáctého století. V majetku kláštera vesnice zůstala do počátku husitských válek. V následujících desetiletích pravděpodobně patřila místní husitské šlechtě, ale prvním dalším známým majitelem byl až v roce 1478 Vilém z Konic a Kamýku. Král Ferdinand I. v roce 1546 vesnici zapsal městu Litoměřice, ale hned následujícího roku o ni město přišlo za účast na stavovském povstání. Panovník potom Hrdly vrátil Břevnovskému klášteru, kterému zůstala do stavovského povstání v letech 1618–1620. Od stavů vesnici v roce 1620 koupil Václav Vilém z Roupova, ale o dva roky později o ni přišel za svůj podíl na povstání.

## Přírodní poměry

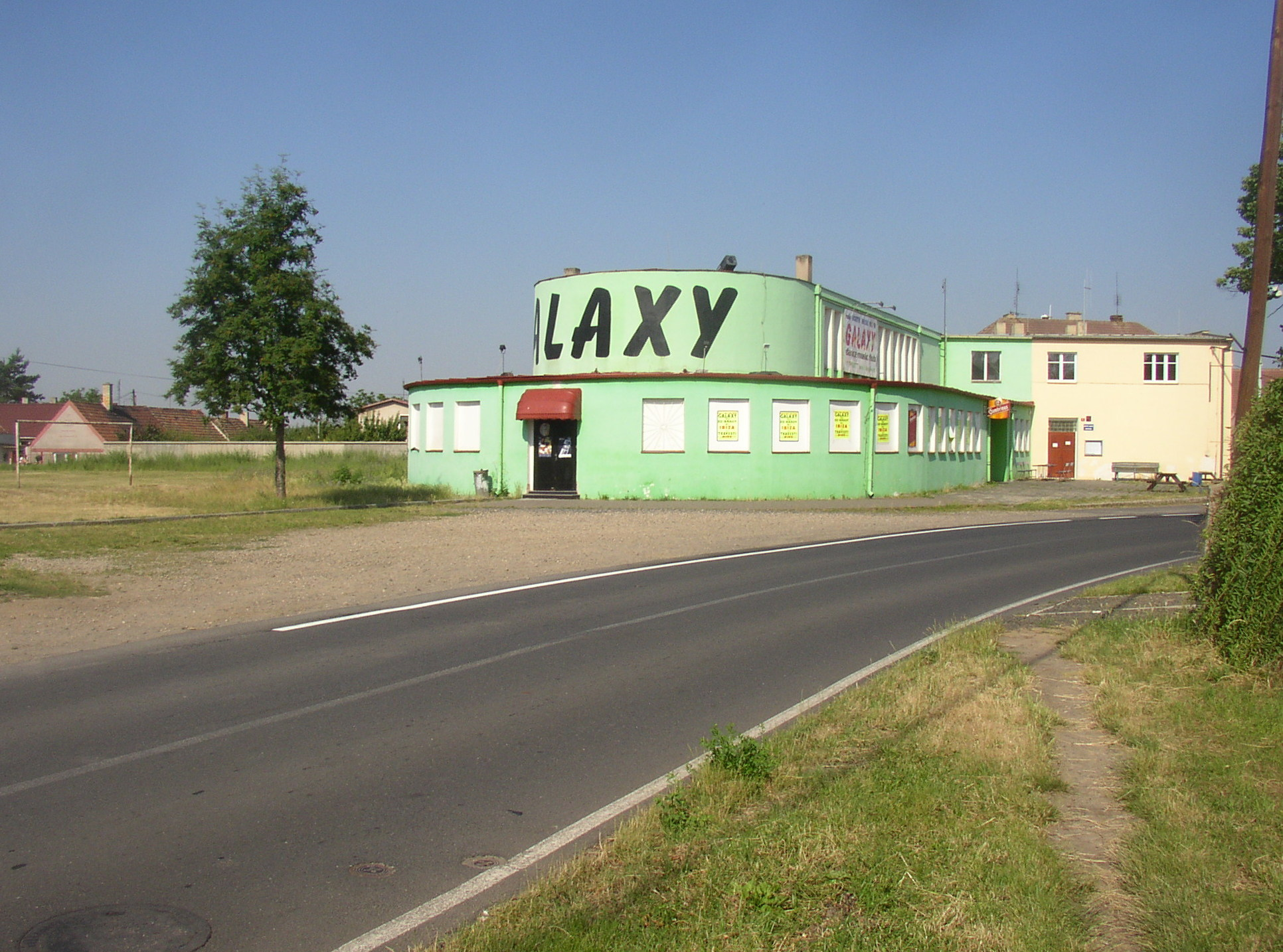
Diskotéka Galaxy

Hrdly stojí v Dolnooharské tabuli, v podcelku Terezínská kotlina a okrsku Budyňská pahorkatina na říční terase v nadmořské výšce asi 160 metrů. V geologickém podloží se vyvinuly sedimentární nezpevněné horniny a váté písky patrné především v severní a severovýchodní části katastrálního území. Místy se vyskytuje také spraš a ojediněle jílovité vápence. Převažujícím půdním typem je černozem.
V rámci Quittovy klasifikace podnebí se celé území nachází v teplé oblasti T2, pro kterou jsou typické průměrné teploty −2 až −3 °C v lednu a 18–19 °C v červenci. Roční úhrn srážek dosahuje 550–700 milimetrů, počet letních dnů je 50–60, počet mrazových dnů se pohybuje mezi 100–110 a sněhová pokrývka zde leží 40–50 dnů v roce.
Vesnice stojí na pravém břehu Ohře, asi jeden kilometr východně od řeky. Ta před napřímením provedeným v letech 1780–1790 výrazně meandrovala a její ramena dosahovala až pod zástavbu vsi. V přilehlém úseku řeky se do ní nevlévá žádný přítok, ale archeologicky byla doložena existence nejméně jednoho drobného potoka.

## Obyvatelstvo
|           | 1869 | 1880 | 1890 | 1900 | 1910 | 1921 | 1930 | 1950 | 1961 | 1970 | 1980 | 1991 | 2001 | 2011 | 2021 |
| --------- | ---- | ---- | ---- | ---- | ---- | ---- | ---- | ---- | ---- | ---- | ---- | ---- | ---- | ---- | ---- |
| Obyvatelé | 302  | 390  | 392  | 429  | 402  | 407  | 475  | 394  | 425  | 387  | 339  | 289  | 297  | 306  | 337  |
| Domy      | 49   | 61   | 65   | 61   | 66   | 75   | 89   | 96   | 94   | 93   | 88   | 96   | 97   | 102  | 119  |

## Obecní správa
Při sčítání lidu v letech 1869–1985 Hrdly byly samostatnou obcí v okrese Litoměřice. Od 1. ledna 1986 je částí města Bohušovice nad Ohří v okrese Litoměřice.

## Pamětihodnosti

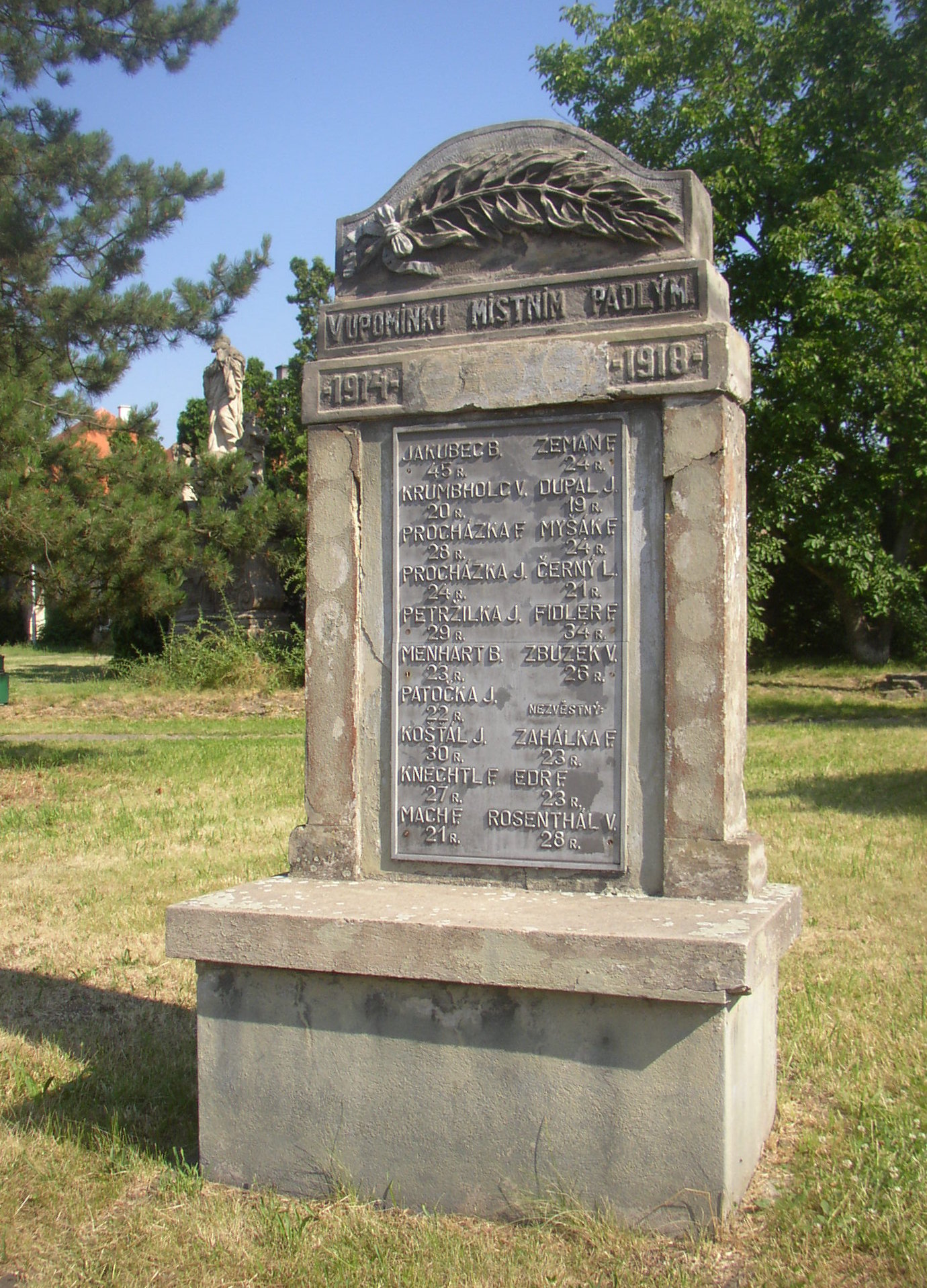
Pomník padlým v první světové válce

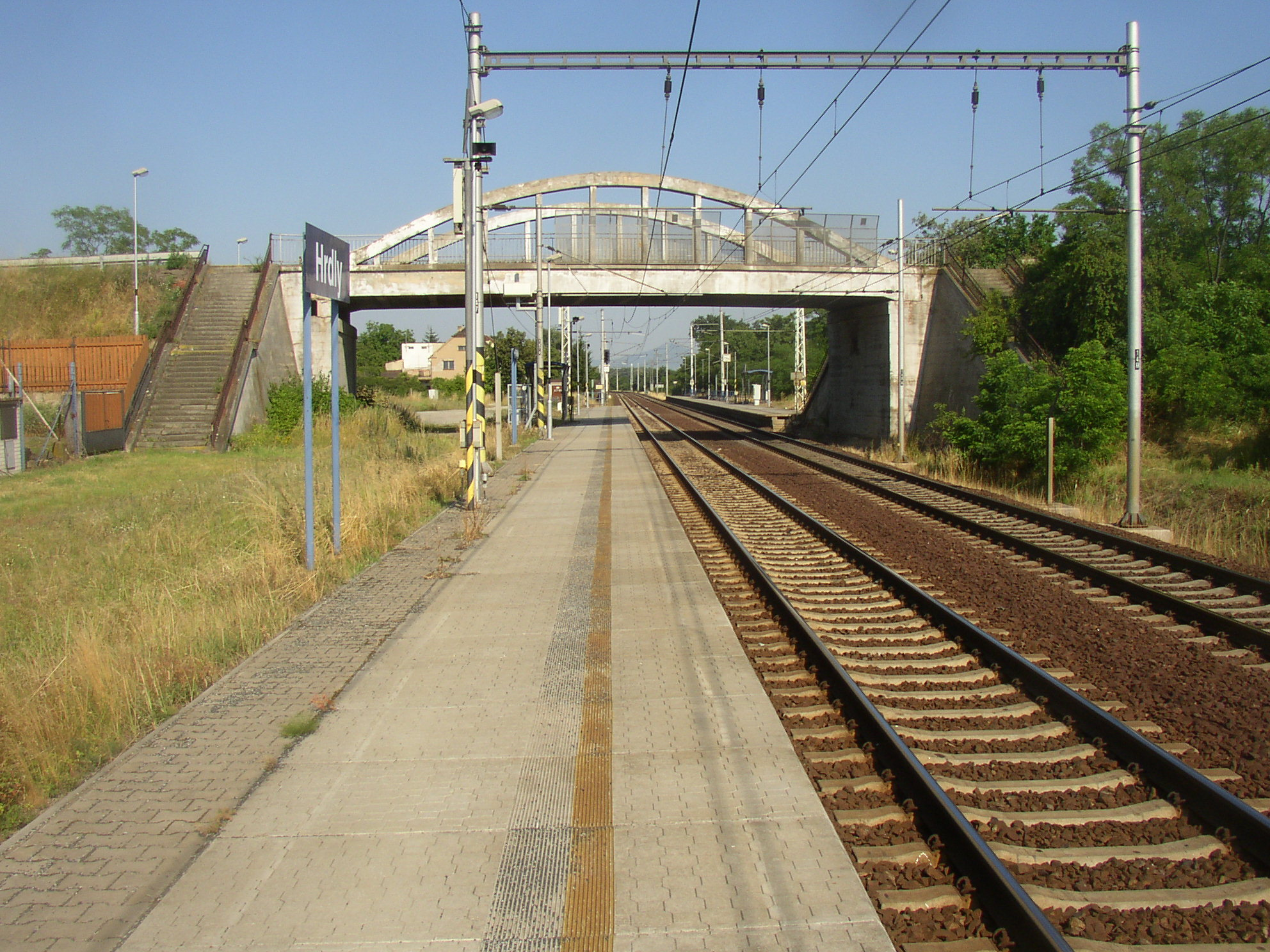
Silnice 608 přemosťuje železniční trať v prostoru zastávky Hrdly

- Zámek Hrdly je barokní hospodářský komplex uprostřed vsi, někdejší rezidence břevnovských benediktinů, pocházející z roku 1747 (architekt Kilián Ignác Dientzenhofer) s hospodářským dvorem a parkem na místě staršího zámečku ze 16. století. Přestavěn byl po požáru roku 1824.[6] Zámek je v havarijním stavu a je v něm umístěno několik bytových jednotek.
- Barokní sousoší svatého Benedikta na návsi v sousedství zámku, dílo sochaře Karla Josefa Hiernleho z roku 1745; návrh podstavce pochází taktéž od K. I. Dientzenhofera.[16]
- Křížek z roku 1897 při východním konci vsi na křižovatce silnic do Dolánek a Oleška. Dnes dochováno pouze torzo (kamenný podstavec).
- Pomník obětem první světové války

## Doprava
- Severního okraje zástavby míjí hlavní železniční trať Praha–Děčín, na níž je severovýchodně od vsi stojí zastávka Hrdly.
- Podél východní strany vesnice vede silnice II/608 z Prahy přes Doksany do Terezína.
- Dříve též odbočovala ze stanice Hrdly k jjz. vlečka, vedoucí středem vsi a dále přes Dolánky nad Ohří do zrušeného cukrovaru v Doksanech. Svršek vlečky byl snesen, zachovaný spodek od Hrdel po Dolánky slouží jako polní cesta.[17]